# Săcuieu
Săcuieu é uma comuna romena localizada no distrito de Cluj, na região histórica da Transilvânia. A comuna possui uma área de 121.14 km² e sua população era de 1535 habitantes segundo o censo de 2007.